# Revolta Forana
La Revolta Forana és la rebel·lió esdevinguda a Mallorca entre 1450 i 1453 quan la mà menor dels forans i els menestrals de la ciutat s'aixecaren contra els cavallers ciutadans i mercaders.

## Antecedents

### Les arrels de la crisi financera
L'endeutament de les institucions mallorquines es va intensificar des de la primera meitat del segle xiv, en part a causa de l'elevada pressió reial per finançar ambicioses empreses militars i expansions territorials, i va desembocar en una crisi financera. Com que gairebé no s'havien reservat béns propis per a l'administració insular en el moment de la conquesta de l'illa, la Universitat de la Ciutat i Regne de Mallorca només disposava d'ingressos fiscals per cobrir despeses i atendre pagaments de deutes. Aquest desequilibri s'agreujava després de pestes, males collites o altres eventualitats que obligaven a recórrer a préstecs amb interessos fixos, els anomenats censals.
Aquest tipus de crèdit, aparentment beneficiós a curt termini, desembocava en un cercle viciós: davant la insuficiència d'ingressos per atendre les obligacions financeres, l'administració generava nou endeutament, amb interessos cada cop més feixucs.

### El deute públic
La crisi financera va portar la intervenció de la Corona, que intentà aplicar reformes amb l'enviament de Berenguer d'Abella el 1372. Malgrat això, el deute públic continuà augmentant, arribant a nivells insostenibles al final del segle. La creixent acumulació de censals va ocasionar una primera suspensió de pagaments, que va fer necessària la firma, l’any 1405, d’un acord entre els Jurats i els creditors, anomenat Contracte Sant. Aquesta concòrdia establia que tots els imposts recaptats es destinessin prioritàriament al pagament dels interessos del deute. Tanmateix, l'acord no només imposava la dedicació exclusiva dels ingressos a la cobertura dels deutes, sinó que, a més, atorgava als creditors la capacitat de gestionar els tributs i escollir anualment el clavari encarregat de portar-ne els comptes.
La confiança dipositada en el Contracte Sant —que els creditors fossin eficients en la gestió i que els deutes arribessin a amortitzar-se— es va demostrar infundada. La realitat fou que es desembocà en una segona suspensió de pagaments el 1425, que feren necessàries unes lleugeres reformes incorporades a la Concòrdia de Barcelona de 1431. Es seguia mantenint la preferència de pagament cap als censalistes catalans, però també es va prioritzar l'amortització d'aquests censals per fer que les noves emissions de deute anassen a mans de l'oligarquia local. Alhora, l'augment dels imposts sobre productes essencials i l'escassa equitat en la seva distribució, especialment a la Part Forana, van fer créixer el malestar popular i van afeblir l'equilibri polític i social.
Inicialment, la major part de les emissions de censals eren comprades sobretot a Barcelona. La Corona d'Aragó va fomentar aquesta situació per imposar una ingerència creixent sobre les finances de Mallorca. Els reis i els seus representants, els governadors, actuaven d'intermediaris en l'obtenció de crèdits, de manera que podien dirigir els fluxos d'ingressos fiscals cap als creditors catalans. A partir del segle xv, però, la progressiva consolidació d'una oligarquia mallorquina amb majors recursos va fer possible que part del deute passés a les seves mans. Això significà un canvi de dinàmica, en què els nous censalistes locals anaren prenent el relleu als externs, buscant controlar el negoci del deute, guanyar influència política i enriquir-se malversant els fons de la Universal Consignació.
La revisió dels comptes públics per part d'una comissió auditora instigada pel Sindicat de Fora el 1425 descobrí greus irregularitats financeres. El deute havia augmentat en més de 600.000 lliures, molt per damunt del total del deute públic, degut a pràctiques fraudulentes i la mala gestió dels recursos públics. Es sentencià que els censalistes i els seus diputats havien de restituir les quantitats desviades, incloent els interessos acumulats. Davant d'això, els afectats negociaren amb la cort d'Alfons el Magnànim per silenciar els resultats i substituir el règim de pragmàtica pel de franquesa. Aquest canvi limitava el poder dels forans i reforçava el control de l'oligarquia, assegurant el manteniment dels seus privilegis i evitant qualsevol reforma que afavorís una major equitat política i econòmica.

## L'esclat de la revolta

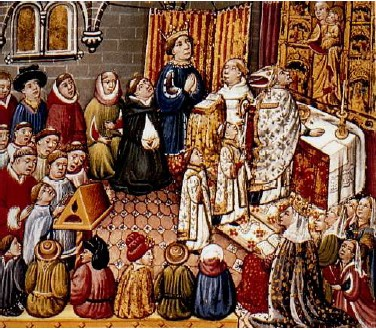
El rei Alfons el Magnànim i la seva reina i lloctinenta de Mallorca, Maria de Castella.

La ruptura definitiva entre el camp i les institucions de la Ciutat de Mallorca va esclatar durant l'estiu de 1450. Es considera que el catalitzador de la revolta fou la iniciativa reial d'ordenar un nou capbreu a Mallorca. Per a la pagesia suposava demostrar la legitimitat dels seus béns i provar el vincle d'emfiteusi amb els senyors de la terra. L'inici del procés començà de manera violenta pels capbrevadors a Manacor, Sóller, Muro i Santa Margalida. Els avalotadors s'anaren reunint a Inca i s'ha estimat que unes 5.000 persones marxaren cap a Ciutat i iniciaren un setge que s'inicià a la darrera setmana de juliol i es va prolongar fins al 8 d'agost.
Els forans aixecaren el setge després de presentar les seves reivindicacions: la quitació del deute públic, observant les clàusules del Contracte Sant; la negativa a pagar les despeses ocasionades pels canvis de regiment de govern, promogudes exclusivament pels bàndols de Ciutat; que s'auditassen un altre cop els comptes la Universal Consignació des del seu establiment el 1405 fins a aquell moment; la separació administrativa total respecte de Ciutat; l'abolició del càrrec de veguer de fora, acusat d'arbitrarietat; el sobreseïment del capbreu i la possibilitat d'alçar-se en armes davant l'incompliment dels punts esmentats.
Un sector encapçalat pel bunyolí Guillem Palou havia intentat fer prevaldre la via negociadora, sovint vinculada al Sindicat Forà, que reivindicava la revisió dels comptes públics i la rebaixa dels impostos més feixucs. Un altre sector, de caràcter més radical encapçalat per Simó Ballester i Jaume Nicolau, va defensar la suspensió immediata del pagament dels tributs indirectes i la cancel·lació dels censals, al·legant que la població ja havia contribuït en excés. Els primers suposaven un atac a la principal font de finançament de la Universitat i els segons afectaven directament al sistema extractiu de les classes oligàrquiques de l'illa. Aquesta divisió va configurar el paisatge polític i social que marcaria el rumb de la insurrecció durant els mesos següents, enmig d'un clima d'expectativa i inseguretat que es va estendre per bona part de l'illa.
Els primers moviments insurreccionals a les viles de la Part Forana van tenir conseqüències immediates dins la Ciutat de Mallorca. Els menestrals, tradicionalment propers a les reivindicacions foranes, no van reaccionar de manera unànime. Un dels sectors va intentar mantenir un diàleg amb les autoritats i, a través de mediadors com Pere Granyana, va aconseguir que el monarca Alfons V d'Aragó accedís parcialment a algunes de les seves demandes. Paral·lelament, l'oligarquia ciutadana insistia que el conflicte tenia un rerefons polític més que econòmic i va fer circular la idea que els pagesos rebels tenien la intenció de posar l'illa sota el domini de Renat d'Anjou. Amb aquest moviment es volia desacreditar la insurrecció davant la monarquia i atreure suports a la posició dels governs urbans, que consideraven prioritari mantenir l'ordre establert.
Durant el mes de març de 1451 es reberen de Nàpols sis decrets condemnatoris per als forans, on es revocava qualssevol concessió feta, condemnava els forans a pagar les despeses de les destrosses i eliminava la necessitat d'esser presents els menestrals i forans al Gran i General Consell, deixant el govern exclusivament en mans de l'oligarquia ciutadana. La connivència d'aquesta amb el monarca es pot veure quan el procurador reial Joan Albertí oferí un terç del recaptat en concepte de multes directament a Alfons V, en una acció que hom ha qualificat d'un suborn que el rei acceptà. D'altra banda, poc després el propi rei es va contradir, tot acceptant la major part dels greuges exposats per una ambaixada dels forans a Nàpols. Finalment, el monarca va designar el governador Berenguer d'Oms com a mitjancer entre les dues parts.
El governador imposà que per tal de rebre el perdó, els forans havien de renunciar i fer beneficiari al monarca dels diners dels que eren creditors; i establia una multa perpètua de 2.000 lliures anuals a pagar per les viles. Tot això, sense prendre de cap mesura contra la corrupció demostrada per l'altra part del conflicte. Berenguer d'Oms sortí a anunciar les seves disposicions a la Part Forana i exigí que el 11 de març els forans retessin les seves armes a Binissalem. Però la humiliació de la sentència feu que el forans, encapçalats per Simó Ballester, els hi fessen front. El governador tornà cap a Ciutat i feu executar a dos caps forans empresonats, després de torturar-los il·legalment per tal d'obtenir unes confessions que confirmassin les denúncies dels oligarques, inclosa la traïció amb la Casa d'Anjou.

## Escalada i fi del conflicte
La resposta dels forans no es feu esperar i el 20 d'abril de 1451 tornaren a assetjar la Ciutat durant quatre dies, amb una treva pactada amb el governador Berenguer d'Oms on se'ls absolia dels crims comesos i es condonaven els danys ocasionats, entre d'altres. Una treva que només va durar fins que els setge s'aixecà un dia després.
L'estratègia del governador i els seus lloctinents més propers passà per escalar el conflicte al nivell de guerra civil. Després d'un any de revolta, la situació de la pagesia era pitjor que abans i la situació dels que no recolzaven l'alçament, cada cop més difícil. Per iniciativa d'aquests, i amb el recolzament del governador, s'aixecà un exèrcit contrarevolucionari d'uns 1.500 homes, sota les ordres de Jaume Cadell. El primer de maig es varen trobar els dos bàndols a Muro, on el gruix del les tropes de Cadell es passaren a les files de Simó Ballester. A la seva tornada a la Ciutat, el governador decidí demanar ajuda militar externa a la Corona.
El 5 de maig comença el tercer setge de la Ciutat, tallant la síquia que abastia d'aigua als assetjats. La Ciutat va ser sotmesa a bombardeigs i es va arribar a contactar amb menestrals de dins murada per facilitar l'entrada dels rebels. L'operació no va reeixir perquè la conjura va ser descoberta, tot i que un grup menestral encapçalat per Pere Mascaró va aconseguir sortir de la ciutat i unir-se a la insurrecció. Paral·lelament, es va explorar la possibilitat de construir una galera amb l'objectiu de bloquejar el port. Aquest setge durà un mes i només s'acabà quan la reina Maria de Castella, esposa d'Alfons el Magnànim i lloctinenta de Catalunya i els regnes de València i Mallorca, s'hi involucrà. El 9 d'agost de 1451 la reina cessà al governador Berenguer d'Oms, el substituí per Arnau de Vilademany i accedí a que l'administració forana s'independitzés de la Ciutat. Tant fou així, que els forans demanaren la creació d'un clavari a Barcelona per gestionar els assumptes econòmics de la Part Forana. Malgrat tot, les negociacions fracassaren i la revolta es radicalitzà més.
A l'abril de 1452 els ciutadans demanaren una intervenció militar i enviaren un ambaixada a Nàpols per tal d'aconseguir-ho directament de mà del monarca. A finals de juliol, Simó Ballester i cinc ambaixadors forans anaren a Nàpols per defensar les seves posicions, juntament amb l'esmentada galera com a mostra de fidelitat. Allí, entraren al servei del monarca i participaren a les empreses militars italianes de la Corona. Simó Ballester passà a viure a Menorca amb la seva família, aprofitant els privilegis legals de l'illa disposats per fomentar la seva repoblació. Els Jurats i el Gran i General Consell va pressionar repetidament al monarca per tal d'extradir-lo a Mallorca i ser castigat, malgrat la il·legalitat de l'acció. Tot i això, el rei va acabar accedint i finalment fou decapitat i esquarterat el vespre de Reis de 1457.
A principis de juliol ja havien arribat a la Ciutat les tropes mercenàries —els saccomanni— trameses per Alfons el Magnànim, juntament amb el seu comandant Francesc d'Erill i de Centelles. El 29 d'agost els forans s'alçaren en armes a Inca sota les ordres de Pere Mascaró. Allí, barraren els carrers de la vila i s'atrinxeraren. Erill sortí per tal de sufocar els aldarulls i en arribar a Inca comminà als revoltats a deposar les armes, i aquests es negaren a fer-ho. El comandant decidí retirar-se a Sencelles per fer descansar les seves tropes i per abeurar la cavalleria. Aquest moviment fou erròniament interpretat pels forans com una senyal de rendició i sortiren a fer-los front, en el que s'ha conegut com la Batalla de Rafal Garcés. Les tropes experimentades i professionals d'Erill contraatacaren i els forans res tingueren a fer.
Només uns centenars d'homes forans, juntament amb Pere Mascaró, escaparen cap a Pollença. Allí es refugiaren a la muntanya fins que la rebel·lió fou totalment sufocada a l'estiu de 1453. El 3 de febrer Pere Mascaró havia estat capturat i executat poc després, acusat de sedició.

## Repercussions
Les repercussions d'aquesta derrota es van estendre per diverses localitats, on es van dur a terme execucions i confiscacions de béns fins al 1457, any en què es van retirar les darreres tropes. Com a represàlia col·lectiva, la Part Forana va ser sancionada amb una multa de 150.000 lliures, a més d'haver de pagar els imposts acumulats i el manteniment de l'exèrcit d'ocupació. A canvi, les autoritats foranes van aconseguir que es revisessin els comptes municipals des de 1405 i que la Universitat de la Ciutat i Regne de Mallorca introduís cert control sobre la consignació. Les qüestions de fons, com la reducció global del deute públic i el reequilibri de la pressió fiscal, van quedar pendents de resoldre.